# Soylent Communications
A Soylent Communications é um provedor de hospedagem de sites, fundada em Mountain View, Califórnia, Estados Unidos. É também o centro de diversos websites mantidos pela companhia.
Os websites são variados. Vão desde o rotten.com a arquivos de informações como o NNDB, que contém mais de 60.000 acessos em mais de 26.000 perfis (registros) de indivíduos proeminentes. Entretanto, o website da própria Soylent Communications é bastante simples, contendo uma breve descrição a seu respeito, links para alguns websites que nela estão hospedados, e também o endereço para uma caixa de uma agência de correios para meios de contatar a companhia.